# Andrei Ciolacu
Andrei Cosmin Ciolacu (Bucarest, 9 agosto 1992) è un calciatore rumeno, attaccante del Valletta.

## Carriera
Nel gennaio 2016, ha firmato un contratto con il Târgu Mureș.
A metà del 2017, si è trasferito ai singaporiani del Warriors, integrandosi rapidamente nella squadra.
Al suo esordio nella Coppa di Lega di Singapore contro l'Home Utd, ha segnato tre gol, portando il suo club in vetta al girone. Nel dicembre 2017, ha dichiarato che "la velocità di gioco a Singapore è inferiore rispetto alla Romania e i giocatori non danno molta importanza all'allenamento fisico, anche se questo conta molto nel calcio moderno. C'è spazio per migliorare, certo, ma c'è un fantastico potenziale di sviluppo".
Il 24 gennaio 2020, ha firmato un contratto con la società italiana dell'Avezzano, militante in Serie D. Ha militato nei biancoverdi fino all'estate 2020, quando è tornato in Romania per accasarsi all'FCU Craiova.
Il 1º febbraio 2023, si trasferisce dal Floriana al Birkirkara, rimanendo a Malta.

## Statistiche

### Presenze e reti nei club
Statistiche aggiornate all'11 marzo 2023.
| Stagione              | Squadra               | Campionato            | Campionato | Campionato | Coppe nazionali | Coppe nazionali | Coppe nazionali | Coppe continentali | Coppe continentali | Coppe continentali | Altre coppe | Altre coppe | Altre coppe | Totale | Totale |
| Stagione              | Squadra               | Comp                  | Pres       | Reti       | Comp            | Pres            | Reti            | Comp               | Pres               | Reti               | Comp        | Pres        | Reti        | Pres   | Reti   |
| --------------------- | --------------------- | --------------------- | ---------- | ---------- | --------------- | --------------- | --------------- | ------------------ | ------------------ | ------------------ | ----------- | ----------- | ----------- | ------ | ------ |
| gen.-giu. 2011        | Rapid Bucarest        | L1                    | 1          | 0          | CR              | -               | -               |                    | -                  | -                  |             | -           | -           | 1      | 0      |
| 2011-gen. 2012        | Rapid Bucarest        | L1                    | 0          | 0          | CR              | 0               | 0               |                    | -                  | -                  |             | -           | -           | 0      | 0      |
| Totale Rapid Bucarest | Totale Rapid Bucarest | Totale Rapid Bucarest | 1          | 0          |                 | 0               | 0               |                    | -                  | -                  |             | -           | -           | 1      | 0      |
| gen.-giu. 2012        | Otopeni               | L2                    | 13         | 7          | CR              | -               | -               |                    | -                  | -                  |             | -           | -           | 13     | 7      |
| 2012-2013             | Rapid Bucarest        | L1                    | 14         | 2          | CR              | 1               | 1               | UEL                | 3                  | 0                  |             | -           | -           | 18     | 3      |
| 2013-2014             | Rapid Bucarest        | L2                    | 20+7       | 3+1        | CR              | 3               | 1               |                    | -                  | -                  |             | -           | -           | 30     | 5      |
| 2014-gen. 2015        | Rapid Bucarest        | L1                    | 15         | 1          | CR+CdL          | 1+2             | 0+1             |                    | -                  | -                  |             | -           | -           | 18     | 2      |
| Totale Rapid Bucarest | Totale Rapid Bucarest | Totale Rapid Bucarest | 56         | 7          |                 | 7               | 3               |                    | 3                  | 0                  |             | -           | -           | 66     | 10     |
| gen.-giu. 2015        | Śląsk Breslavia       | EK                    | 0          | 0          | CP              | 0               | 0               |                    | -                  | -                  |             | -           | -           | 0      | 0      |
| gen.-giu. 2016        | Târgu Mureș           | L1                    | 2+8        | 0          | CR              | 1               | 0               |                    | -                  | -                  |             | -           | -           | 11     | 0      |
| 2016-2017             | Târgu Mureș           | L1                    | 18+9       | 1+1        | CR+CdL          | 2+3             | 0+1             |                    | -                  | -                  |             | -           | -           | 32     | 3      |
| Totale Târgu Mureş    | Totale Târgu Mureş    | Totale Târgu Mureş    | 36         | 2          |                 | 6               | 1               |                    | -                  | -                  |             | -           | -           | 42     | 3      |
| 2017                  | Warriors              | PL                    | 11         | 3          | CdL             | 5               | 4               |                    | -                  | -                  |             | -           | -           | 16     | 7      |
| feb.-giu. 2018        | Juventus Bucarest     | L1                    | 2+2        | 0          | CR              | -               | -               |                    | -                  | -                  |             | -           | -           | 4      | 0      |
| 2018-gen. 2019        | Metaloglobus          | L2                    | 8          | 0          | CR              | 1               | 0               |                    | -                  | -                  |             | -           | -           | 9      | 0      |
| 2019                  | Tskhinvali            | EL2                   | 16         | 3          | CG              | 1               | 0               |                    | -                  | -                  |             | -           | -           | 17     | 3      |
| gen.-giu. 2020        | Avezzano              | D                     | 5          | 0          | CI-D            | -               | -               |                    | -                  | -                  |             | -           | -           | 5      | 0      |
| 2020-2021             | FCU Craiova           | L2                    | 14+6       | 3+1        | CR              | 3               | 1               |                    | -                  | -                  |             | -           | -           | 23     | 5      |
| 2021-2022             | Floriana              | PL                    | 17+5       | 6+0        | CM              | 4               | 3               |                    | -                  | -                  |             | -           | -           | 23     | 5      |
| 2022-gen. 2023        | Floriana              | PL                    | 15         | 3          | CM              | 1               | 0               | UECL               | 2                  | 0                  | SM          | 0           | 0           | 22     | 3      |
| Totale Floriana       | Totale Floriana       | Totale Floriana       | 37         | 9          |                 | 5               | 3               |                    | 2                  | 0                  |             | 0           | 0           | 44     | 12     |
| gen.-giu. 2023        | Birkirkara            | PL                    | 5          | 0          | CM              | 2               | 0               |                    | -                  | -                  |             | -           | -           | 7      | 0      |
| Totale carriera       | Totale carriera       | Totale carriera       | 212        | 35         |                 | 30              | 12              |                    | 5                  | 0                  |             | 0           | 0           | 247    | 47     |

## Palmarès

### Club

#### Competizioni nazionali
- Liga II: 1

FCU Craiova: 2020-2021
- Coppa di Malta: 2

Floriana: 2021-2022
Birkirkara: 2022-2023
- Challenge League: 1

Valletta: 2024-2025